# Cynops yunnanensis
Espèce
Synonymes
- Hypselotriton yunnanensis Yang, 1983
- Cynops cyanurus yunnanensis Yang, 1983
- Cynops cyanurus chuxiongensis Fei & Ye, 1983

Cynops yunnanensis est une espèce d'urodèles de la famille des Salamandridae.

## Répartition
Cette espèce est endémique du Yunnan en République populaire de Chine. Elle se rencontre à Jinghong et à Chuxiong de 2 400 à 2 600 m d'altitude.

## Publication originale
- Yang, 1983 : A new subspecies of Cynops cyanurus in Yunnan (Caudata: Salamandridae). Zoological Research (Dōngwùxué yánjiū) Kunming, vol. 4, p. 124.